# Berijew Be-200
Die Berijew Be-200 Altair (russisch Бериев Бе-200 Альтаир; ICAO-Code: BER2) ist ein zweistrahliges russisches Amphibienflugzeug.

## Geschichte
Diese Maschine ist eine erheblich überarbeitete und kleinere Version der Berijew Be-42. Die Be-200 kann sowohl von Land als auch von Wasserflächen aus starten. Einsatzgebiete sind die Seeraumüberwachung, der Umweltschutz, Löscheinsätze, Passagier- oder Frachttransport. Für den Export wird die Maschine statt mit den üblichen Progress- auch mit Rolls-Royce- oder Allison-Triebwerken angeboten. Der Rollout erfolgte im September 1996, der Jungfernflug des Prototyps fand am 24. September 1998 statt. Die beschränkte Zulassung als Feuerlöschflugzeug erhielt das Flugzeug am 10. August 2001, die volle Zulassung durch die russischen Behörden erfolgte am 29. Dezember 2003.
Erster kommerzieller Nutzer der Be-200 war Aserbaidschan, das am 25. April 2008 in Taganrog formell die erste Maschine übernahm, nachdem 2007 ein entsprechender Vertrag unterzeichnet worden war. Weitere sechs Maschinen wurden bis Oktober 2010 hergestellt. Zwei Prototypen gehören dem Konstruktionsbüro Berijew, während die vier bisher produzierten Be-200TschS vom russischen Ministerium für Notfallsituationen (abgekürzt: MTschS) betrieben werden.
2018 wurde die Be-200 alternativ mit SaM146-Triebwerken angeboten. Auf der Pariser Luftfahrtschau 2019 konnte Berijew ihre internationalen Bestellungen erweitern, so bestellte die chilenische Firma CBP Asesorías Aeronáuticas nunmehr 7 anstelle von ursprünglich 2018 vereinbarten 5 Be-200. Daneben wurde noch mit Indien verhandelt. Die US-amerikanische Seaplane Global Air Services hatte 2018 zehn Be-200 bestellt. Berijew teilte 2019 mit, dass die chilenischen Flugzeuge mit dem ukrainischen Triebwerk ausgerüstet würden.
Im Februar 2020 hatte die erste nach den Spezifikationen der Russischen Marine gebauten Be-200 ihren Jungfernflug. Diese Version kann zusätzlich für die U-Boot-Abwehr verwendet werden.
Aufgrund des ukrainischen Embargos werden die D436-Triebwerke durch das PowerJet SaM146-1S18 ersetzt. Die russische Zertifizierung wird für 2021 erwartet. Alternativ dazu gibt es Überlegungen, statt des SaM-146 die PD-8-Variante des Awiadwigatel PD-14 zu verwenden, womit der ausländische Anteil wegfallen würde.
Im Januar 2023 war das zweite Flugzeug für den Export fertig gebaut, die Maschine ist mit D436-Triebwerken ausgerüstet und ging nach Algerien. Das dritte Flugzeug (als zwanzigstes gebaut) ging im Dezember 2024 nach Algerien

## Einsätze
Feuerlöscheinsätze erfolgten im August 2004 und zwischen Juli und September 2005 in Italien, 2006 und 2016 auf Sumatra, 2007 und 2016 in Portugal, 2016 in Israel und 2010 bei den Wald- und Torfbränden in Russland. 2020 wurden zwei Be-200ES (die Version mit begrenzter europäischer Zulassung) für mehrere Monate in der Türkei für Feuerlöscheinsätze eingesetzt. Russland hoffte dabei, dass die Türkei einen Kauf von Be-200 in Erwägung ziehen würde. Im Juli und August 2021 wurden die Flugzeuge jeweils von Griechenland und der Türkei zur Bekämpfung von Waldbränden gemietet. Am 14. August 2021 stürzte eine dieser Maschinen in der Nähe von Adana ab. Im Sommer 2022 mietete Algerien ein Löschflugzeug, welches mit insgesamt 800 Tonnen Löschwasser an 13 verschiedenen Orten half Brände zu bekämpfen.

## Konstruktion

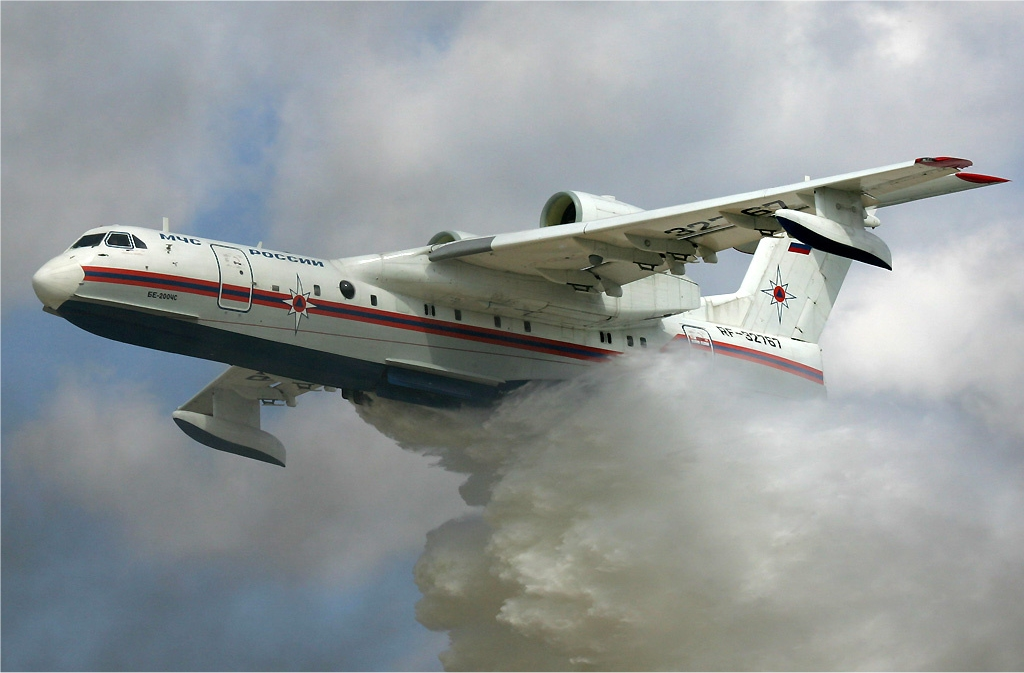
Berijew Be-200 im Einsatz als Löschflugzeug

Der Rumpf ist in einen oberen druckbelüfteten Teil mit den Abmessungen 18,70 m (Länge), 2,50 m (Breite) und 1,90 m (Höhe) und einen unteren Teil ohne Druckbelüftung, der die Ausrüstung zur Feuerbekämpfung aufnimmt, aufgeteilt. Als Materialien werden Aluminiumlegierungen mit einer erhöhten Korrosionsbeständigkeit und Verbundwerkstoffe eingesetzt.
Die Maschine besitzt ein dreifach redundantes Fly-by-Wire-System und eine umfangreiche Avionik mit sechs Farbbildschirmen im Cockpit, die eine Größe von je 15 × 20 cm haben. Die superkritischen Flügel haben eine Pfeilung von 23°.
Für Löscheinsätze kann die Be-200 in den 8 Tanks unter dem Kabinenboden insgesamt 12.000 Liter Wasser aufnehmen. Zusätzlich lassen sich 6 Tanks mit Löschmittelzusätzen in der Kabine installieren. Das Füllen der Wassertanks kann während des Gleitens über Wasser durch 4 Wassereinlässe erfolgen und dauert 18 Sekunden.

## Versionen
- Be-200: Basisversion
- Be-200ES: Version mit begrenzter europäischer Zulassung[17][18]
- Be-210: geplante Passagierversion mit 72 Sitzplätzen
- Be-220: Militärversion zur Seeüberwachung
- Be-250: geplante Version als Frühwarnflugzeug

## Technische Daten

Dreiseitenriss

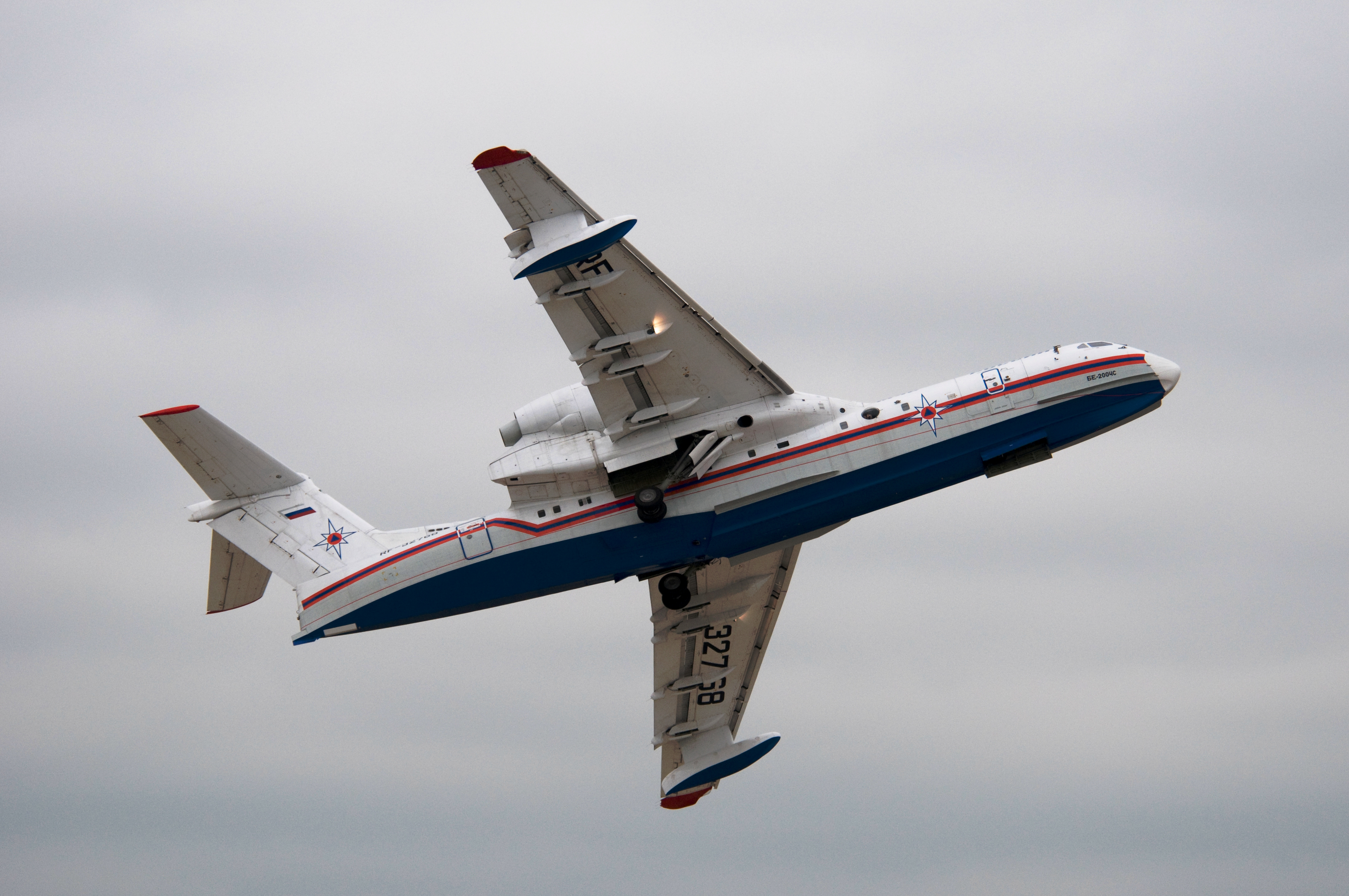
Eine Be-200 nach dem Start

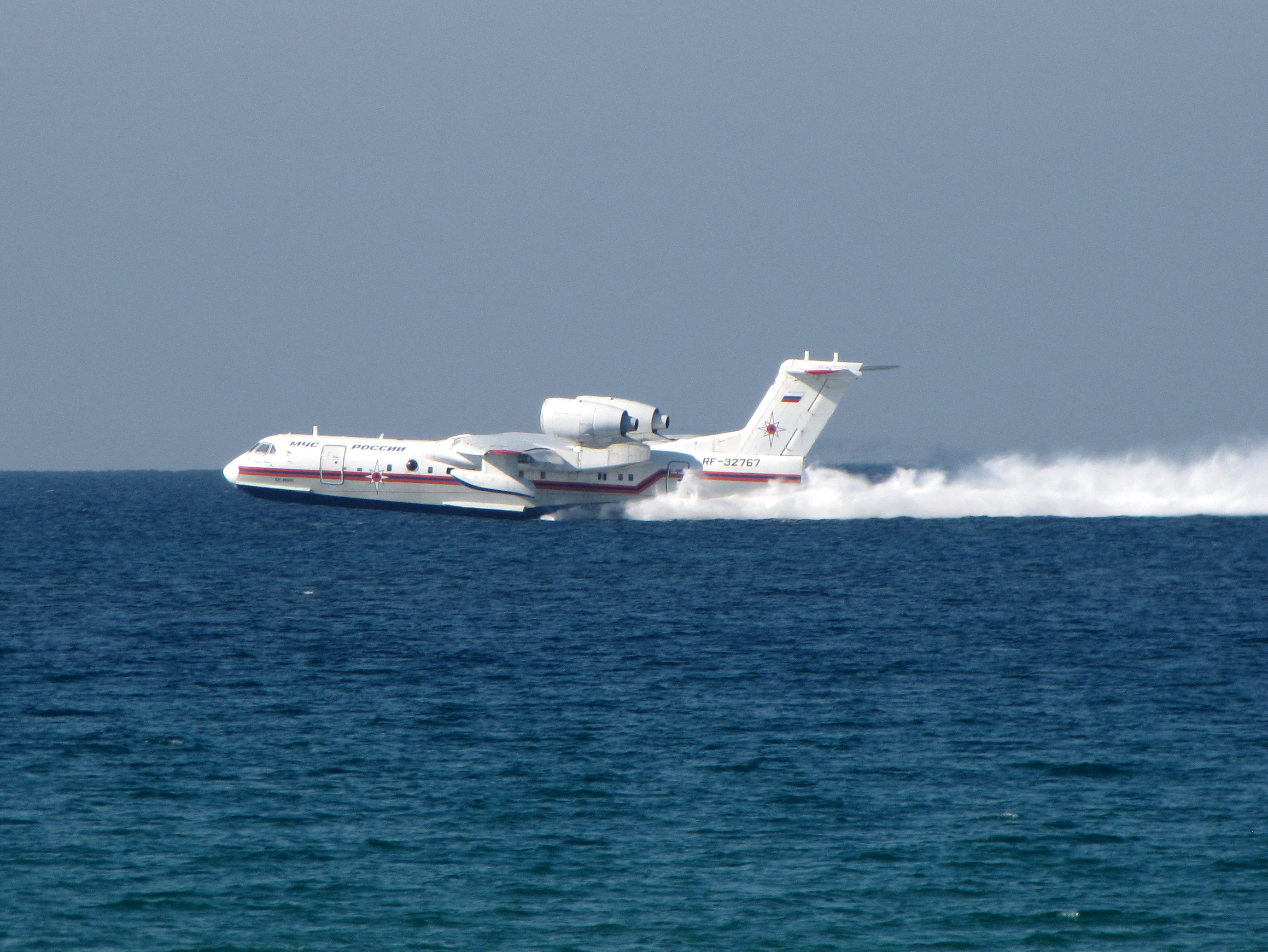
Füllen der Wassertanks während der Waldbrandbekämpfung in Israel

| Kenngröße                          | Daten                                                                                            |
| ---------------------------------- | ------------------------------------------------------------------------------------------------ |
| Besatzung                          | 2                                                                                                |
| Länge                              | 32,05 m                                                                                          |
| Spannweite                         | 32,78 m                                                                                          |
| Höhe                               | 8,90 m                                                                                           |
| Flügelfläche                       | 117,44 m²                                                                                        |
| Flügelstreckung                    | 9,1                                                                                              |
| Kabinenmaße (l×b×h)                | 18,7 m × 2,4 m × 1,8 m                                                                           |
| Zuladung                           | 64 Passagiere oder 30 Krankentragen oder 8.000 kg Frachtgut in der Kabine oder 12 m³ Löschwasser |
| Leermasse                          | 25.120 kg                                                                                        |
| Einsatzleermasse                   | 27.600 kg                                                                                        |
| Startmasse                         | maximal 37.200 kg von Land 43.000 kg von Wasser                                                  |
| Triebwerk                          | 2 Turbofans Iwtschenko Progress D-436TP mit je 73,6 kN                                           |
| Höchstgeschwindigkeit              | 750 km/h in 7.000 m                                                                              |
| Reisegeschwindigkeit               | 550–610 km/h                                                                                     |
| Landegeschwindigkeit               | 185 km/h                                                                                         |
| Landestrecke                       | 1.050 m (Land) 1.300 m (Wasser)                                                                  |
| Startgeschwindigkeit               | 220 km/h                                                                                         |
| Startstrecke                       | 700 m Land 1.000 m Wasser                                                                        |
| Geschwindigkeit zur Wasseraufnahme | 160–190 km/h                                                                                     |
| Dienstgipfelhöhe                   | 8.000 m                                                                                          |
| Steigleistung                      | 14 m/s                                                                                           |
| Reichweite mit 7,5 t Last          | 1.700 km                                                                                         |
| Überführungsreichweite             | 3.850 km                                                                                         |

## Nutzerstaaten
- Russland (Katastrophenschutzministerium der Russischen Föderation): 17
- Aserbaidschan: (aserbaidschanische Luftwaffe): 1
- Algerien (Algerische Luftstreitkräfte): 2 (Total 4 bestellt)[1]